# Neofytos Sakellaridis-Mangouras
Neofytos Sakellaridis-Mangouras (griechisch Νεόφυτος Σακελλαρίδης-Μάγκουρας, * 31. Januar 1989 in Denver, Vereinigte Staaten) ist ein griechischer Radrennfahrer.
Sakellaridis-Mangouras wurde 2008 auf der Bahn griechischer Vizemeister in der Einerverfolgung. Auf der Straße gewann er den nationalen Meistertitel im Einzelzeitfahren der U23-Klasse, den er im nächsten erfolgreich verteidigteBei den Balkan Championships in Tekirdağ gewann er die Bronzemedaille im Einzelzeitfahren. 2010 wurde er auf der Straße Meister im Mannschaftszeitfahren und 2012 sowie 2014 auf der Bahn in der Mannschaftsverfolgung.

## Erfolge
2008
- Griechischer Meister – Einzelzeitfahren (U23)

2009
- Griechischer Meister – Einzelzeitfahren (U23)

2010
- Griechischer Meister – Teamzeitfahren

2012
- Griechischer Meister – Mannschaftsverfolgung mit Panagiotis Chatzakis, Georgios Karatzios und Dimitris Polydoropoulos

2014
- Griechischer Meister – Mannschaftsverfolgung mit Panagiotis Karabinakis, Georgios Karatzios und Panagiotis Sifakis

## Teams
- 2009 Heraklion-Nessebar (ab 1. Juli)
- 2010–2014 SP Tableware